# Svogerslev Boldklub
Svogerslev Boldklub er en amatørfodboldklub, beliggende i byen Svogerslev lige uden for Roskilde. Klubben har ca. 500 medlemmer fra U5 til Super Veteran. Klubben er 50 år gammel.
I 2004 stiftede klubben FC Roskilde sammen med RB 1906 og Himmelev-Veddelev Boldklub. Når spillererne bliver U14 er de til optagelsestræning, og kan derved komme i FC Roskilde.